# Zeus olympius
Zeus olympius är en svampart som beskrevs av Minter & Diam. 1987. Zeus olympius är ensam art i släktet Zeus, och placeras i familjen Rhytismataceae.   Inga underarter finns listade.